# Guy Smith (autocoureur)

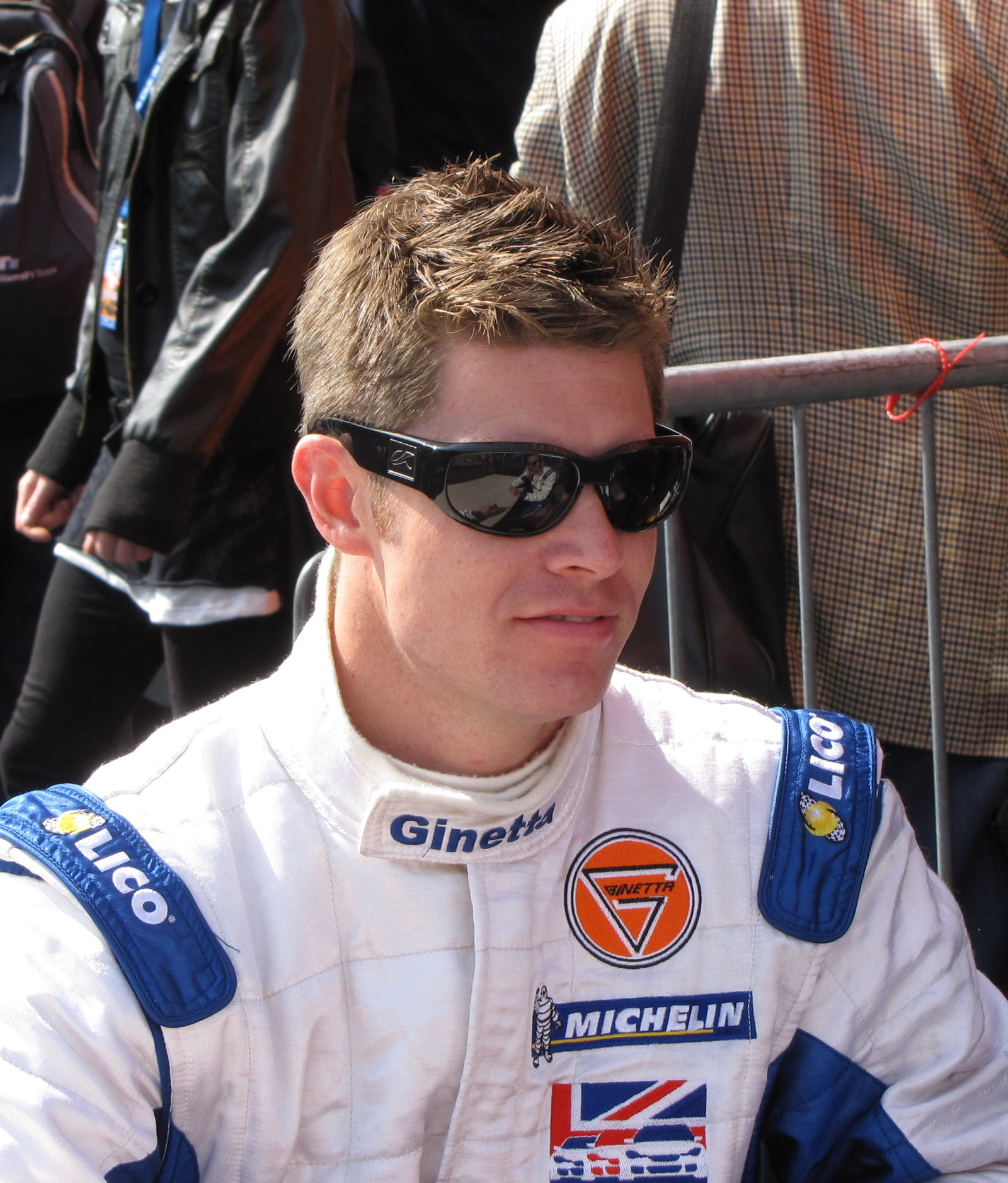
Guy Smith in 2009.

Guy Smith (Beverley, 12 september 1974) is een Brits autocoureur. Hij won de 24 uur van Le Mans in 2003. Daarnaast werd hij ook kampioen in de American Le Mans Series in 2011.

## Carrière

### Vroege carrière
Smith begon zijn autosportcarrière in het karting in 1987 en won het Britse kampioenschap. In 1991 werd hij tweede in het wereldkampioenschap voor senioren. Dat jaar maakte hij tevens de overstap naar het formuleracing, waarin hij debuteerde met een tweede plaats in de Formula First Winter Series. In 1992 kwam hij uit in de Formule Vauxhall Junior, waar hij met vijf overwinningen tweede werd in de eindstand. In 1993 reed hij in de Britse Formule Ford, waarin hij opnieuw tweede werd, en werd tevens vierde in het Formule Ford Festival.
In 1994 stapte Smith over naar de Formule Vauxhall Lotus, waarin hij vierde werd, terwijl hij ook zesde werd in de Formule Opel Lotus Nations Cup. In 1995 brak hij definitief door door het winnen van de Formule Renault BARC en een vierde plaats in de Formule Renault Eurocup, allebei voor het team Manor Motorsport, en een Formule 1-test voor het team van Williams. In 1996 maakte hij zijn Formule 3-debuut in het Britse Formule 3-kampioenschap bij het team Fortec Motorsport en won direct zijn eerste race in het kampioenschap, wat leidde tot een zesde plaats in de eindstand. Dat jaar nam hij ook deel aan de Masters of Formula 3, waarin hij niet aan de finish kwam, en de Grand Prix van Macau, waarin hij tiende werd voor het team TOM's.
In 1997 bleef Smith rijden in de Britse Formule 3, waarin hij met een negende plaats een minder succesvol seizoen kende, en werd hij achttiende in de Masters of Formula 3, rijdend voor DC Cook Motorsport. Hij maakte ook zijn debuut in de FIA GT, waarin hij voor Cirtek Motorsport reed in een Saleen Mustang in de GT2-klasse in de 4 uur van Spa-Francorchamps, waarin hij 25e werd in de race en dertiende in de klasse. In 1998 maakte hij de overstap naar Amerika om te rijden in de Indy Lights bij het team Johansson Motorsports. Hij won twee races en eindigde op de derde plaats in het kampioenschap, waarmee hij de titel "Rookie of the Year" kreeg. In 1999 bleef hij in de klasse rijden, ditmaal voor Forsythe Racing, maar zakte naar de negende plaats in de eindstand.

### 2000-2002
In 2000 maakte Smith de overstap naar de American Le Mans Series, waarin hij tien races reed voor Johansson-Matthews Racing en vijftiende werd in de Prototype-klasse. Ook reed hij in de Rolex Sports Car Series, waarin hij de 24 uur van Daytona reed en vierde werd in zijn klasse. Ook maakte hij dat jaar zijn debuut in de 24 uur van Le Mans, maar zijn team kon de race niet finishen door een probleem met de motor. Smith kreeg wel de "Rookie of the Year"-award.
In 2001 stapte Smith over naar de nieuwe European Le Mans Series, opnieuw voor Johansson Racing. Hij reed enkel in de eerste drie races van het seizoen en werd negende in de eindstand. Ook reed hij in de FIA Sportscar Championship-race op het Autodromo Nazionale Monza bij het team Redman Bright, waarin hij pole position behaalde maar als laatste van de vier finishers de race eindigde. Tevens reed hij opnieuw in de 24 uur van Le Mans, ditmaal voor het fabrieksteam van Bentley, maar was opnieuw niet succesvol nadat de auto in brand vloog.
In 2002 was Smith minder actief: zijn enige race dat jaar was de 24 uur van Daytona, waarin hij tweede werd. Hij bracht het grootste deel van het jaar door als testrijder voor het fabrieksteam van Bentley, na hun beslissing om slechts één auto in te zetten voor de 24 uur van Le Mans.

### 2003-2005

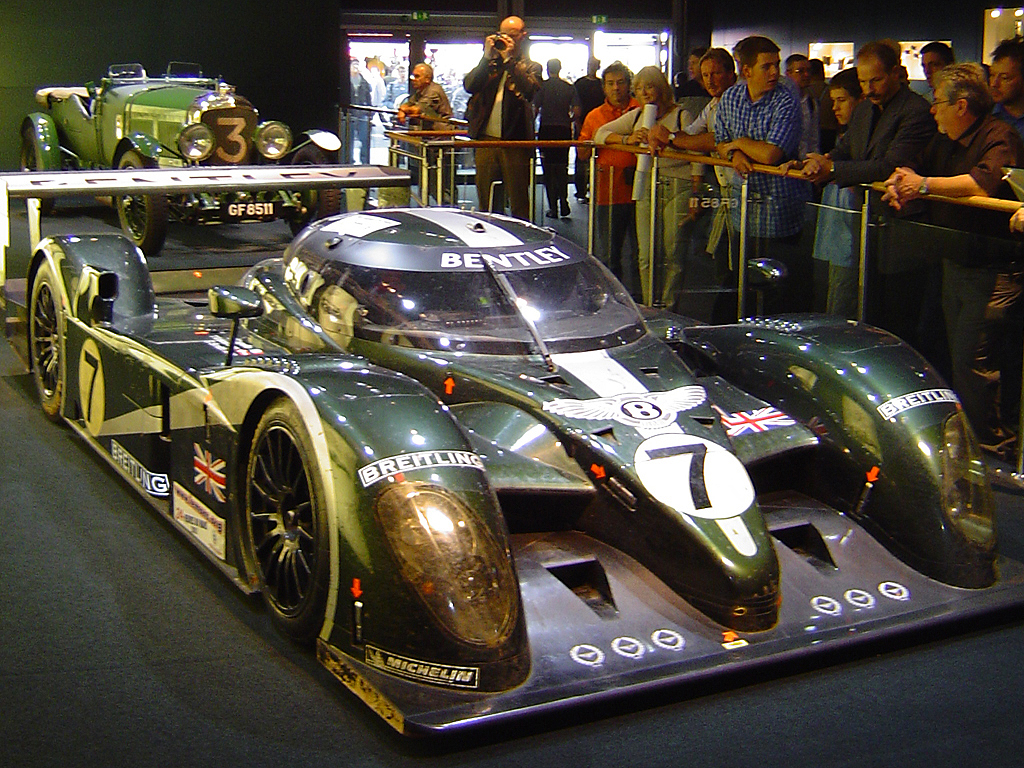
De Bentley Speed 8, waarmee Smith in 2003 de 24 uur van Le Mans won.

In 2003 was Smith weer actiever, waarbij hij voor Bentley reed in de 12 uur van Sebring, waarin hij vierde werd. Hierna keerde hij terug in de 24 uur van Le Mans, waarin hij samen met Tom Kristensen en Rinaldo Capello de race won achter het stuur van een Bentley Speed 8. Na zijn zege kwam hij uit in de 24 uur van Spa-Francorchamps, waarin hij voor het Team Maranello Concessionaires reed in de N-GT-klasse. Ook reed hij in de ronde op Donington Park in de FIA GT. Ook reed hij dat jaar zijn eerste Race of Champions. Aan het eind van het jaar reed hij in een Peugeot 206 XS-rallyauto tijdens een testsessie van het team ProSpeed Motorsport.
In 2004 reed Smith in slechts twee prototyperaces, met een derde plaats voor het Audi Sport UK Team Veloqx in de 12 uur van Sebring en een tweede plaats tijdens de 24 uur van Le Mans voor Audi met Johnny Herbert en Jamie Davies als co-coureurs. Daarnaast maakte hij dat jaar zijn debuut in de Champ Car tijdens de tweede helft van het seizoen voor het team Rocketsports. Met twee negende plaatsen als beste klasseringen eindigde hij op de achttiende plaats in het klassement.

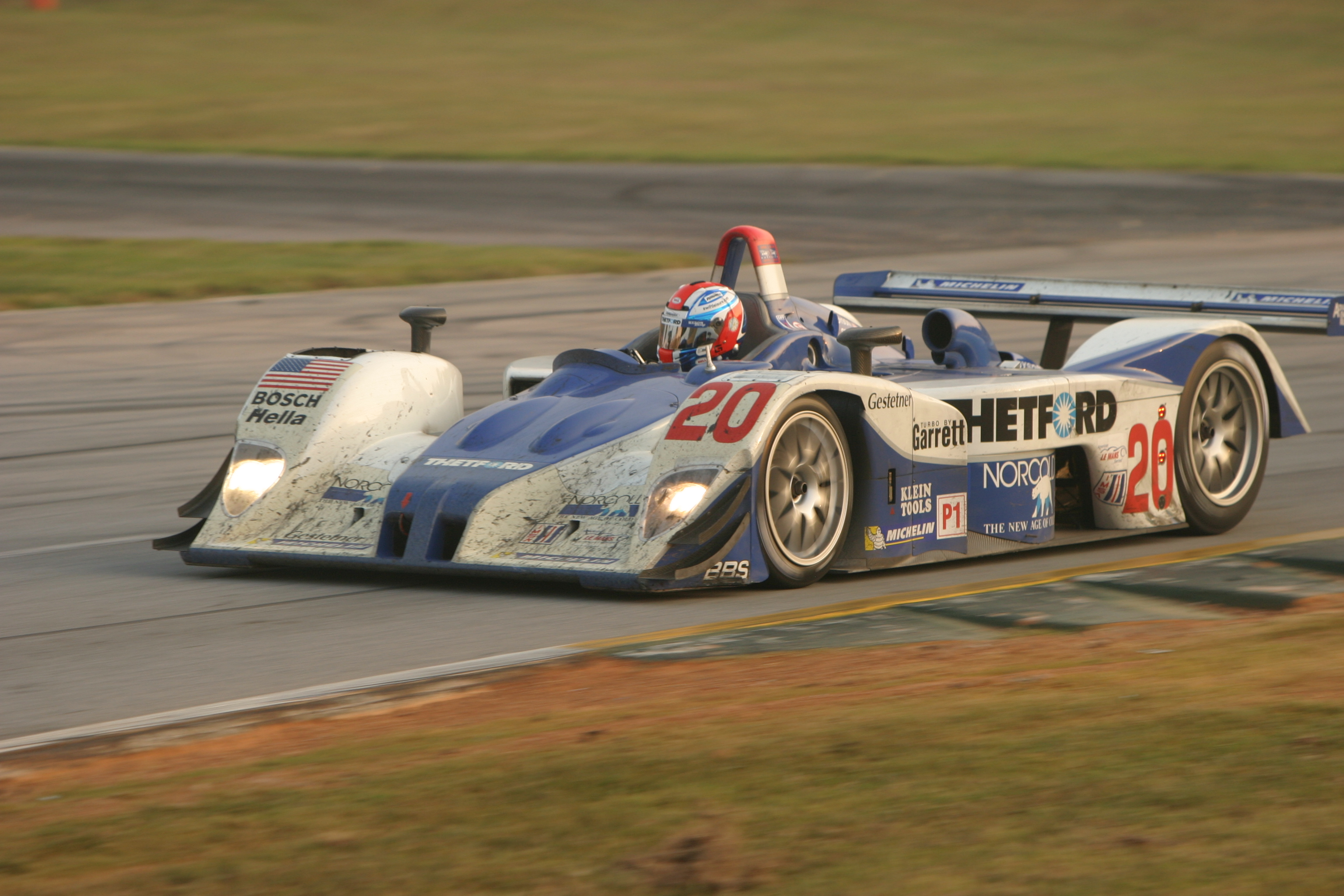
Guy Smith in een MG-Lola EX257 in 2005.

In 2005 reed Smith in de eerste zeven races van de Grand Am Rolex Series, waarin hij 36e werd in zijn klasse voor het team Orbit Racing. Zijn beste resultaat was een achtste plaats tijdens de 6 uur van Watkins Glen. Ook reed hij in de 12 uur van Sebring en de Petit Le Mans voor het Dyson Racing Team, met een tweede plaats in de laatste race als beste klassering. Zijn enige andere race dat jaar was als onderdeel van de Le Mans Endurance Series, waarin hij tweede werd in de LMP2-klasse tijdens de 1000 kilometer van Istanbul voor het team Chamberlain Synergy Motor.

### 2006-2008
Smith begon het seizoen 2006 met een veertiende plaats in de 24 uur van Daytona, die hij haalde voor het team Howard - Boss Motorsports. Hij reed dat jaar tien andere races voor het team, vier races (waaronder Daytona) in de Rolex Sports Car Series en zeven races in de American Le Mans series. In de RSCS was zijn beste resultaat een zevende plaats op de Homestead-Miami Speedway, terwijl zijn beste klassering in de ALMS een tweede plaats was op Mosport Park. Hij werd zesde in de eindstand in de ALMS.
In 2007 begon Smith opnieuw het seizoen in de 24 uur van Dayton voor Howard Motorsports, maar viel uit na 295 ronden. Tevens reed hij voor het eerst in een volledig ALMS-seizoen bij Dyson Racing. Zijn beste resultaat was een derde plaats in de Petit Le Mans en werd hiermee vierde in zijn klasse.
In 2008 bleef Smith actief voor Dyson Racing in de ALMS, waarbij hij slechts één podiumplaats behaalde tijdens de 12 uur van Sebring en zesde werd in het kampioenschap. Daarnaast keerde hij dat jaar terug in de 24 uur van Le Mans, waarin hij voor het Quifel ASM Team naast Miguel Amaral en Olivier Pla twintigste werd in de race en vierde in de LMP2-klasse.

### 2009-2011
In 2009 reed Smith opnieuw voor Dyson Racing in de ALMS en eindigde als vierde in het kampioenschap, waarbij hij een biobrandstof-versie van de auto reed in de laatste twee raceweekenden, waardoor hij geen kampioenschapspunten kon scoren. Daarnaast reed hij in de 1000 kilometer van Spa voor het Team LNT en eindigde als elfde in zijn klasse. In de 24 uur van Le Mans reed hij opnieuw voor Quifel naast Amaral en Pla, maar door een technisch probleem, plus een crash van Amaral, finishten zij de race niet.
In 2010 reed Smith voor Dyson in de ALMS en behaalde de eerste overwinning van zowel zichzelf als zijn team op de Mid-Ohio Sports Car Course, waardoor hij zesde werd in het kampioenschap. Tevens reed hij dat jaar in de LMP1-klasse van de 24 uur van Le Mans bij het team Rebellion Racing, maar zijn teamgenoot Jean-Christophe Boullion crashte met de auto, waardoor het team moest uitvallen. Ook reed hij voor Rebellion in de 8 uur van Le Castellet, waar hij derde werd.
In 2011 bleef Smith bij Dyson rijden in de ALMS, ditmaal met Chris Dyson, de zoon van de teameigenaar, als co-coureur. Met één race te gaan won het team de titel, ondanks dat zij enkel de race op Lime Rock Park wisten te winnen. Smith reed dat jaar ook in de 24 uur van Le Mans bij Rebellion, maar opnieuw crashte zijn teamgenoot Boullion zo zwaar dat het team moest uitvallen.

### 2012-2013
In 2012 keerde Smith terug bij Dyson om zijn ALMS-titel te verdedigen, maar hij eindigde met negen punten achterstand op de tweede plaats. Alhoewel hij werd ingeschreven door Dyson in hun eerste deelname aan de 24 uur van Le Mans, trok het team zich terug uit de race vanwege financiële problemen. Smith reed echter wel tijdens het Goodwood Festival of Speed in diverse Bentleys. Ook reed hij in de paraderonde van de 24 uur van de Nürburgring.
In 2013 reed Smith voor het negende opeenvolgende seizoen bij Dyson in de ALMS en werd zesde in de eindstand. Daarnaast nam hij deel aan de Gulf 12 Hours op het Yas Marina Circuit, waarin hij vierde werd, alsook de 24 uur van Dubai, die hij afsloot op de elfde plaats.

### 2014-2017
In 2014 maakte Smith de overstap naar de Blancpain Endurance Series, waarin hij samen met Steven Kane en Andy Meyrick tweede werd in de PRO-klasse voor het team M-Sport Bentley. Zij wonnen twee races op Silverstone en het Circuit Paul Ricard. Daarnaast reed hij vier races in de Pirelli World Challenge, met één overwinning op het Miller Motorsports Park, en in twee races van de VLN Endurance.
In 2015 begon Smith het seizoen in de 12 uur van Bathurst, waarin hij voor Bentley derde werd in de A-klasse. Aansluitend eindigde hij voor Bentley opnieuw als tweede in de Blancpain Endurance Series, ditmaal in de GT3 Pro Cup-klasse. Ook reed hij in de 12 uur van Sepang en meerdere races in de Pirelli World Challenge en de VLN Endurance.
In 2016 eindigde Smith opnieuw als derde in de A-klasse in de 12 uur van Bathurst. Daarnaast reed hij opnieuw in de Blancpain Endurance Series, maar zakte naar de 25e plaats in de eindstand. Daarnaast reed hij in de eerste zes races van de ADAC GT Masters en in enkele races van de VLN Endurance en de Intercontinental GT Challenge.
In 2017 kwam Smith opnieuw uit in de Blancpain Endurance Series. Daarnaast eindigde hij voor het derde opeenvolgende jaar als tweede in de A-klasse van de 12 uur van Bathurst en eindigde hij op de derde plaats in de SP 9-LG-klasse van de 24 uur van de Nürburgring.